# Toechima
Toechima is een geslacht uit de zeepboomfamilie (Sapindaceae). De soorten komen voor op de eilanden Borneo en Nieuw-Guinea en in Oost-Australië.

## Soorten
- Toechima daemelianum (F.Muell.) Radlk.
- Toechima dasyrrhache Radlk.
- Toechima erythrocarpum (F.Muell.) Radlk.
- Toechima monticola S.T.Reynolds
- Toechima pterocarpum S.T.Reynolds
- Toechima tenax (Benth.) Radlk.

... · 
Acer (Esdoorn) · 
Aesculus (Paardenkastanje) · 
Alectryon · 
Allophylus · 
Atalaya · 
Dimocarpus · 
Harpullia · 
Litchi (Lychee) · 
Paullinia · 
Sapindus (Zeepnotenboom) · 
Talisia · 
Zanha · 
...